# Luciobrama macrocephalus
Luciobrama macrocephalus är en fiskart som först beskrevs av Lacepède, 1803.  Luciobrama macrocephalus ingår i släktet Luciobrama och familjen karpfiskar. IUCN kategoriserar arten globalt som otillräckligt studerad. Inga underarter finns listade i Catalogue of Life.